# Best & USA
Best & USA è un album di raccolta della cantante sudcoreana BoA, pubblicato nel 2009.

## Tracce
1. Universe (featuring Crystal Kay & Verbal) – 4:15
2. Do the Motion – 4:14
3. Eien – 4:30
4. Nanairo no Ashita: Brand New Beat – 4:33
5. Winter Love – 5:44
6. Meri Kuri: Best & USA Version
7. Sweet Impact – 5:02
8. Dakishimeru – 3:48
9. Love Letter – 5:05
10. Make a Secret – 4:48
11. Everlasting – 5:25
12. Lose Your Mind (featuring Yutaka Furukawa) – 3:21
13. Believe in Love (Ravex feat. BoA (Acoustic Version)) – 4:28
14. Valenti: Best & USA version
15. I Did It for Love (featuring Sean Garrett) – 3:01
16. Eat You Up – 3:11